# Морнарички истражитељи: Њу Орлеанс (1. сезона)
Прва сезона америчке полицијо-процедуралне драме МЗИС: Њу Орлеанс је емитована од 23. септембра 2014. до 12. маја 2015. године на каналу ЦБС. Сезону је продуцирао Телеизијски студио "ЦБС" са Геријем Гласбергом као дректором серијем и извршним продуцентом. Пробне епизоде су емитоване 25. марта и 1. априла 2014. године током једанаесте сезоне серије Морнарички истражитељи и поручена је серија у мају 2014. Дана 27. октобра 2014, ЦБС је преузео серију Морнарички истражитељи: Нови Орлеанс за целу сезону од 23 епизоде.

## Заплет
Прва сезона серије Морнарички истражитељи: Нови Орлеанс прати рад посебног агента Двејна Прајда који предводи истражитељску екипу са седиштем у Новом Орлеансу која има задатак да реши злочине који укључују америчку морнарицу и војнике. Прајд и Крис Ласејл раде заједно са новопридошлом Мередит Броди док се суочавају са губитком пријатеља („Музичар лечи себе“), сумњивим избијањем куге („Носилац“) и истражују случајеве међу којима су бекство иуз затвора („Бекство из затвора“ ), убиство у сестринској кући („Мобилисани“), отмицу због које долази ФБИ у Нови Орлеанс („Десило се синоћ“), убиство на гробљу на Ноћ вештица („Господар ужаса“), смрт на Марди Грасу ("љубавни јади"), бомбаша који циља Прајда и његову породицу ("Мамац"), случај који позива МЗИС да ради заједно са ИСОС-ом ("Понор"),

## Глумачка постава
Роб Керкович је ушао у главну поставу.

## Улоге

### Главне
- Скот Бакула као Двејн Касијус Прајд
- Лукас Блек као Кристофер Ласал
- Зои Меклилан као Мередит Броди
- Роб Керкович као Себастијан Ланд
- ККХ Паундер као др Лорета Вејд

### Епизодне
- Дерил „Чил” Мичел као Патон Плејм (Епизоде 4, 7-8, 11, 14-15, 17-19, 23)
- Шалита Грант као Соња Перси (Епизоде 17, 21-23)

## Епизоде
| Бр. у серији | Бр. у сезони | Наслов                          | Редитељ           | Сценариста                                                                         | Премијерно емитовање | Бр. гледалаца (у милионима) |
| --- | ------------ | ------------------------------- | ----------------- | ---------------------------------------------------------------------------------- | -------------------- | --------------------------- |
| 1 | 1            | "Музичар лечи себе"             | Мајкл Зинберг     | Џефри Либер                                                                        | 23. септембар 2014.  | 17.22                       |
| Екипа МЗИС-а из Новог Орлеанса истражује откриће одсечене ноге у луци за коју се убрзо утврдило да припада недавно убијеном војном подофициру II класе коме је Прајд био учитељ треајући екипу да истражи злочин док Бродијева, која се придружила екипи МЗИС-а из Новог Орлеанса за стално у епизоди "Град полумесеца (2. део)" серије "МЗИС", покушава да се уклопи у Њу Орлеанс док медицински вештак МЗИС-а др. Доналд "Даки" Малард касније понуди Вејдовој и Прајду неки увид у случај.Прва појава Девјна Касијуса Прајда, Кристофера Ласејла, Мередит Броди, Себастијана Ланда и др. Лорете Вејд. |              |                                 |                   |                                                                                    |                      |                             |
| 2 | 2            | "Носач"                         | Џејмс Вајтмор мл. | Гери Гласберг                                                                      | 30. септембар 2014.  | 16.57                       |
| Када војни поручник на слободи погине у центру Новог Орлеанса кад га удари такси, екипа истражује шта се десило, али ствари ускоро добијају преокрет кад обдукција открије да је жртва умрла од бубонске куге, а смрт је повезана са могућим биотериристичким нападом на војни брод Џеронимо. Док екипа почиње да истражује оне на броду, они такое примају помоћ од директора МЗИС-а Венса кад официрка ЦКБ-а Керол Вилсон и специјални агент МЗИС-а Ентони "Тони" Динозо дођу у Њу Орлеанс да помогну на случају док се форензичка специјалисткиња Еби Шуто нуди да помогне на случају из Вашингтона. Екипа се трка са временом да би спречила могући ужасни напад да се деси и да открије ко је одговоран за напад у ком су двојица војника ппогинула, а још много опасно болесна. |              |                                 |                   |                                                                                    |                      |                             |
| 3 | 3            | "Бекство из затвора"            | Тони Вармби       | Лори Арент                                                                         | 7. октобар 2014.     | 15.41                       |
| Кад се аутобус срушио у прокоп што је исходовало да три затвореника која су превожена у војни затвор у Чарлстону побегну и да три чувара и још један затвореник погину, одељење из Новог Орлеанса истражује и ускоро откривају да је један од тих тражени злочинац који представља претњу државној безбедности, а екипа касније открива да је кртица одговорна за цело стање. Директор МЗИС-а Венс и Прајдов друг, колега специјални агент МЗИС-а Лерој Џетро Гибс помажу у истрази која касније доводи Прајда у обрачун са кртицом и угрожава живот Бродијеве. |              |                                 |                   |                                                                                    |                      |                             |
| 4 | 4            | "Мобилисани"                    | Оз Скот           | Сем Хамфри                                                                         | 14. октобар 2014.    | 16.14                       |
| Након што је војни МВК-овац пронађен мртав у студентском дому упуцан, екипа МЗИС-а мора да утврди да ли је мотив једна од његових поверњивих мисија или сарадничка мржња, а случај се мења кад екипа открије да незаконити ланац проституције оперише на факултету. У међувремену, Прајдова ћерка Лорел посећује одељење МЗИС-а.Прва појава Патона Плејма. |              |                                 |                   |                                                                                    |                      |                             |
| 5 | 5            | "Десило се синоћ"               | Арвин Браун       | Џек Бернштајн                                                                      | 21. октобар 2014.    | 16.13                       |
| Када је главни водник I класе специјализован за контраобавештајство пронађен мртав, након што је уављен у води, екипа истражује и ускоро открива да је жртвин жена отета и да се захтева откуп док специјални агент ФБИ-ја Тобијас Форнел долази у Њу Орлеанс да помогне Прајду и екипи у истрази. |              |                                 |                   |                                                                                    |                      |                             |
| 6 | 6            | "Господар ужаса"                | Теренс О’Хара     | Скот Д. Шапиро                                                                     | 28. октобар 2014.    | 16.09                       |
| Док се Њу Орлеанс припрема за прославу Ноћи вештица, војни адвокат је пронађен на гробљу убијен у вампирском стилу, а екипа открива да је мало вероватни осумњичени одговоран и да живот жене виси у ваздуху док Бродијева и Ласејл испробавају костиме. |              |                                 |                   |                                                                                    |                      |                             |
| 7 | 7            | "Припази ме"                    | Џејмс Хејман      | Дејвид Апелбаум                                                                    | 11. новембар 2014.   | 14.99                       |
| Војни официр са највишим нивоом топ тајногодобрења је убијен након што је недавно постављен за технолошку везу са личним предузимачем, а екипа такође открива да је његов помоћник мртав у кади у својој кући. У међувремену, Прајд претвара надстрешницу у радионицу кад почне да мајсторише на првим колима која је поклонио својој жени. |              |                                 |                   |                                                                                    |                      |                             |
| 8 | 8            | "Љубавни јади"                  | Мајкл Пресмен     | Џек Бернштајн                                                                      | 18. новембар 2014.   | 16.86                       |
| Подофицир је пронађен мртав у војном складишту у Марди Грасу са вереничким прстеном и планом просидбе у руци. Истрага добија тајанствени преокрет када екипа не може да нађе његову дугоговишњу девојку, али ствари се мењају кад је откривено да је убиствена колумбијска атентеторка у граду која планира да побије скуп војних лица који се надају да ће да зауставе увоз дроге у Јужну Америку терајући екипу у трку са временом да заустави могућу уништитељску експлозију да се деси. |              |                                 |                   |                                                                                    |                      |                             |
| 9 | 9            | "Потера за духовима"            | Џејмс Вајтмор мл. | Џонатан И. Кид и Соња Винтон                                                       | 25. новембар 2014.   | 14.47                       |
| Екипа истражује случај убиства главног подофицира стар 40 годин који је близак дому др. Вејд. Ипак, ексхумирање тела открива неке неочеикване доказе који могу да промене све. Себастијан се припрема за Дан захвалности, а Лорел доводи кући дечка. |              |                                 |                   |                                                                                    |                      |                             |
| 10 | 10           | "Украдена храброст"             | Денис Смит        | Лори Арент                                                                         | 16. децембар 2014.   | 14.14                       |
| Бивши МВК-овац који је ловио уљезе у војсци је пронађен мртав у музеју, а екипу истрага одводи до јакне војника за кога се претпостављало да је погинуо у Авганистану. Кад истрага открије да је војник можда жив, Прајд и Ласејл путују у Авганистан у нади да ће га вратити кући. У међувремену, Бродијева размишља о Ласејловим проблемима за Божић. |              |                                 |                   |                                                                                    |                      |                             |
| 11 | 11           | "Мамац"                         | Лесли Либмен      | Џефри Либер и Џеремаја Теш                                                         | 6. јануар 2015.      | 17.73                       |
| Током војног пријема се смртоносна експлозија десила због чега је дечко Прајдове ћерка завршио у болници. Екипа МЗИС-а открива да је Прајд био права мета и да је покушава атентата можда повезан са неким од његових старих случајева. |              |                                 |                   |                                                                                    |                      |                             |
| 12 | 12           | "Понор"                         | Теренс О’Хара     | Сем Хамфри                                                                         | 13. јануар 2015.     | 16.39                       |
| Екипа МЗИС-а се спаја са Истражном службом обалске страже да истражи дупло убиство на истраживачком броду када је адмиралова ћерка постала главна осумњичена у случају. Специјални агент Ебигејл Борин из ИСОС-а долази у град и помаже екипи на случају. У међувремену, Ласејл проналази свог отуђеног брата. |              |                                 |                   |                                                                                    |                      |                             |
| 13 | 13           | "Мртвац који хода"              | Едвард Орнелас    | Дејвид Апелбаум                                                                    | 3. фебруар 2015.     | 16.52                       |
| Војни поручник-командир и Прајдов друг тражи од прајда да реши његово убиство које ће се десити након што је открио да је отрован смртоносном дозом зрачења па се екипа из агент ИСОС-а Ебигејл Борин спајају да открију ко га је отровао и зашто. |              |                                 |                   |                                                                                    |                      |                             |
| 14 | 14           | "Пази шта желиш"                | Џејмс Хејман      | Скот Д. Шапиро                                                                     | 10. фебруар 2015.    | 16.19                       |
| Колега агент МЗИС-а је убијен док је чувао војног адмирала високог чина, а исрага екипу одводи до открића да је агент био мета због тајне коју је знао о правом оцу болесног детета. У међувремену, Бродину прошлост је ископао вођа обезбеђивачке јединице. |              |                                 |                   |                                                                                    |                      |                             |
| 15 | 15           | "Карневал смрти"                | Тони Вармби       | Џонатан И. Кид и Соња Винтон                                                       | 17. фебруар 2015.    | 14.70                       |
| У Новом Орлеансу је Марди Грас, а екипа МЗИС-а истражује убиство убадањем док журка Марди Граса хода са екипом и открива могућу рацију током фестивала. У међувремену, Прајд одлази у посету свом оцу у затвору, али не зна да га и његова ћерка посећује. |              |                                 |                   |                                                                                    |                      |                             |
| 16 | 16           | "Старатељ мог брата"            | Оз Скот           | Синопис: Кристофер Амброз Сценарио: Кристофер Амброз, Џонатан И. Кид и Соња Винтон | 24. фебруар 2015.    | 13.71                       |
| Кад је мобилисана погинула у саобраћајној несрећи, истрага одводи екипу да истражи свет њена два усвојена детета и њиховог оца који се недавно вратио док Ласејл брина да Кејд не напредује много на лечењу. |              |                                 |                   |                                                                                    |                      |                             |
| 17 | 17           | "Још сад"                       | Бетани Руни       | Кристофер Силбер                                                                   | 10. март 2015.       | 12.61                       |
| И Ласејлу и Бродијевој расте брига због Прајдове опседнутости да ухвати Мамца који убија много својих сарадника и гради ново царство.Прва појава Соње Перси |              |                                 |                   |                                                                                    |                      |                             |
| 18 | 18           | "Списак"                        | Мајкл Зинберг     | Лори Арент                                                                         | 24. март 2015.       | 14.42                       |
| Након што је војни официр пронађен мртав у стриптиз бару, екипа открива да се његова смрт поклапа са МО-ом из два нерешена убиства што доводи екипу до мурала имена убица којима се није судило што указује да можда одборник убија. У међувремену, Бродијевој бивши вереник долази у посету изненада. |              |                                 |                   |                                                                                    |                      |                             |
| 19 | 19           | "Душник"                        | Џејмс Вајтмор мл. | Дејвид Апелбаум и Скот Д. Шапиро                                                   | 7. април 2015.       | 14.33                       |
| У мртвачници Вејдову, Денија и Себастијана држи као таоце злочинац који хоће тајну скривену у једном од тела присиљавајући Пајда и остатак екипе у очајну трку против времена да реше ситуацију пре него што ФБИ преузме. |              |                                 |                   |                                                                                    |                      |                             |
| 20 | 20           | "Успаванка"                     | Елоди Кин         | Џонатан И. Кид и Соња Винтон                                                       | 14. април 2015.      | 14.40                       |
| Беба војног командира је отета након што ју је он оставио у колима док је ишао у куповину терајући екипу да покрене потрагу за бебом док се агент ИСОС-а Ебигејл Борин враћа у град да им помогне на случају. |              |                                 |                   |                                                                                    |                      |                             |
| 21 | 21           | "Ти ћеш"                        | Алрик Рајли       | Сем Хамфри                                                                         | 28. април 2015.      | 14.55                       |
| Кад је Кејдова девојка откривена мртва на задњем седишту његових кола, он је оптужен за њено убиство и док МЗИС брине за Ласејла, наређено му је да не ради на случају. Ипак, кад је све речено и учињено, стари непријатељ се враћа са поруком за Прајда, а епизода се завршава кад Мамац потеже пиштољ на Ласејлову девојку. |              |                                 |                   |                                                                                    |                      |                             |
| 22 | 22           | "Колики бол можеш да поднесеш?" | Теренс О’Хара     | Кристофер Силбер и Кристофер Амброз                                                | 5. мај 2015.         | 13.35                       |
| Након Самантиног убиства и након што је место злочина касније нападнуто, чији су исход биле смрти двојице војника и повреде још четири као и то што је Бродијева посекла десну руку, екипа као и сви представници закона јури Мамца док Ласејл, пун беса и жалости, тражи освету за Самантину смрт на Мамчевим рукама. Ипак, ствари постају сложеније кад је откривено да су се Саша и Мамац окренули једно према другом и да обоје покушавају да се реше оног другог. |              |                                 |                   |                                                                                    |                      |                             |
| 23 | 23           | "Мој град"                      | Џејмс Хејман      | Синопис: Џефри Либер Сценарио: Џефри Либер и Зек Страус                            | 12. мај 2015.        | 13.61                       |
| Након убиства у луци у ком је војник страдао због пререзаног грла, Прајд и екипа истражују и откривају да се западноафрички терориста тајно убацио у град и планира напад који ако успе, који не само да ће да уништи Њу Орлеанс, него ће и да остави остатак грађанства смртно болесно од тровања зрачењем терајући екипу у битку против времена да спречи да план постане ужасна стварност. |              |                                 |                   |                                                                                    |                      |                             |

## Производња

### Развој
У септембру 2013. серија Морнарички истражитељи: Нови Орлеанс ће бити представљена дводелном пробном епизодом током једанаесте сезоне серије Морнарички истражитељи. Назив епизоде „Град полумесеца (1. део)“ и „Град полумесеца (2. део)“ који је написао Гери Гласберг која је емитована 25. марта 2014. и 1. априла 2014. представља други огранак сниман у Новом Орлеансу. NCIS: New Orleans was ordered to series on May 9, 2014. Морнарички истражитељи: Нови Орлеанс је поручен за серију 9. маја 2014. Дана 27. октобра 2014. ЦБС је преузео серију Морнарички истражитељи: Нови Орлеанс за целу сезону од 23 епизоде.

### Избор глумаца
У фебруару 2014. у пробној епизоди улоге су добили Скот Бакула, ККХ Паундер, Зои Меклилан, Лекас Блек и Роб Керкович као Двејн Прајд, Лорета Вејд, Мередит Броди, Кристофер Ласејл и форензичар Себастијан Ланд.

## Емитовање
Прва сезона серије емитована је на ЦБС-у уторком од 23. септембра 2014. године заједно са дванаестом сезоном серије Морнарички истражитељи.

### Критички пријем
Серија Морнарички истражитељи: Нови Орлеанс је добио различите критике критичара. Агрегатор рецензија "Rotten Tomatoes" даје првој сезони серије оцену од 65% на основу 26 рецензија са просечном оценом 5,4/10. Консензус странице гласи: „Са солидном глумачком поставом на прелепом месту, Морнарички истражитељи: Нови Орлеанс чини да проширење ове похабане франшизе изгледа лепо.“ "Metacritic" даје серији оцену 55 од 100 на основу 15 критичара што указује на „мешовите или просечне критике“.
Крајем септембра 2014, новинар Врапа Џејсон Хјуз прегледао је пробну епизоду серије и похвалио музику, коришћење града Новог Орлеанса и одлуку ЦБС-а да постави Скота Бакулу као „једног од најсимпатичнијих водећих људи на телевизији за главног глумца". Дејвид Хинкли из Новојоршких дневних вести дао је помешани, али критички осврт на пробну епизоду, рекавши да овде постоји „арома Града полумесеца. Али у широј слици, није много тога на овом менију непознато“. Лиз Шенон Милер и Бен Траверс из Индивајера рекли су да је серија Морнарички истражитељи као „обелиск у 2001: Одисеја у свемиру, то је неизбежно присуство у серији које изазива страхопоштовање. Серија Морнарички истражитељи на ЦБС-у: Овде је. Увек је било овде. Заувек ће бити“.